# Orquestra Filarmônica de Estrasburgo
A Orquestra Filarmônica de Estrasburgo (em francês: Orchestre Philharmonique de Strasbourg) é uma orquestra fundada em 1855 e é uma das mais antigas orquestras do oeste europeu ainda ativa. 

## Performances
O Atual diretor musical é Marc Albrecht. Os antigos maestros e diretores musicais da orquestras incluem: Otto Klemperer, Hans Pfitzner, George Szell, Hans Rosbaud, Ernest Bour e Alain Lombard. Famosos maestro que passaram pela orquestra como convidados foram Gustav Mahler, Richard Strauss, Wilhelm Furtwängler, Hermann Scherchen, Ernest Ansermet, Charles Munch e Gennady Rozhdestvensky.
Atualmente a orquestra é formada por cento e dez músicos.

## Teatro
A atual residência da orquestra é o Palais de la Musique et des Congrès, uma construção para concertos e congresso, construído entre 1974 e 1976. O maior salão de concertos é o Salle Érasme, com dois mil assentos. Anteriormente, a residência da orquestra foi o Palais des Fêtes, com mil e cinquentos assentos.